# Louis-Constant Sévin
Pour les articles homonymes, voir Sévin.
Louis-Constant Sévin, né le 15 février 1821 à Versailles, et mort le 5 novembre 1888 à Neuilly-sur-Seine, est un sculpteur ornemaniste français.
Principal collaborateur de Ferdinand Barbedienne de 1855 à 1888, Louis-Constant Sévin joue un rôle actif dans l’union de l’art et de l’industrie. À l’instar de Frédéric-Eugène Piat, il est l’un des plus importants sculpteurs-ornemanistes associés à l’industrie française du bronze d’art et d’ameublement de la seconde moitié du XIXe siècle.
Son œuvre artistique est composée de plusieurs milliers de modèles et de compositions. Son très vaste répertoire ornemental est caractéristique de l’historicisme et de l’éclectisme stylistique qui dominent le goût public et les arts décoratifs de son époque.
L’étroite association entre l’artiste et la maison Barbedienne manifeste l’ambition de faire jaillir le beau des nouvelles techniques industrielles et incarne  le « Beau dans l’utile », devise prônée à cette époque par l’Union centrale des beaux-arts appliqués à l’industrie. Avec le ciseleur Désiré Attarge (1820-1878), Louis-Constant Sévin assure le rayonnement et la réputation des bronzes d’ameublement de la maison Barbedienne, au niveau national comme international, notamment lors des expositions universelles, de 1855 à 1889.

## Biographie

### Jeunesse et formation (1821-1839)
Louis-Constant Sévin naît le 15 février 1821 à Versailles. Il est l’enfant naturel d’une mère artiste, Marie Victoire Coralie Sévin, et d’un père comédien ambulant. Ce dernier, ayant été engagé dans une troupe de théâtre en Belgique, décide de placer son fils dans un petit collège à Etterbeek, près de Bruxelles. Cependant, les aléas financiers du père de Constant sont tels qu’il ne peut assumer très longtemps son éducation. En 1834, à treize ans, Constant Sévin quitte donc le collège pour entrer en apprentissage chez le sculpteur Antoine-André Marneuf à Paris. Celui-ci concevait à cette époque des modèles d’ornements et de décoration pour d’importants monuments parisiens édifiés sous la monarchie de Juillet dont l’église Saint-Vincent-de-Paul, la colonne de Juillet, ou encore le Cirque d'été. C’est auprès de Marneuf que le jeune Constant apprend le dessin.
Cinq ans plus tard, en 1839, Constant Sévin, décide de quitter l’atelier de son maître pour rejoindre, momentanément, l’atelier d’un ancien ouvrier de Marneuf spécialisé dans la fabrication d’objets en bronze. Sévin quitte rapidement cet atelier pour entrer comme ouvrier chez  Chabrot, un autre fabricant de bronzes.

### Sévin-Joyau-Phénix et la période londonienne (1840-1851)

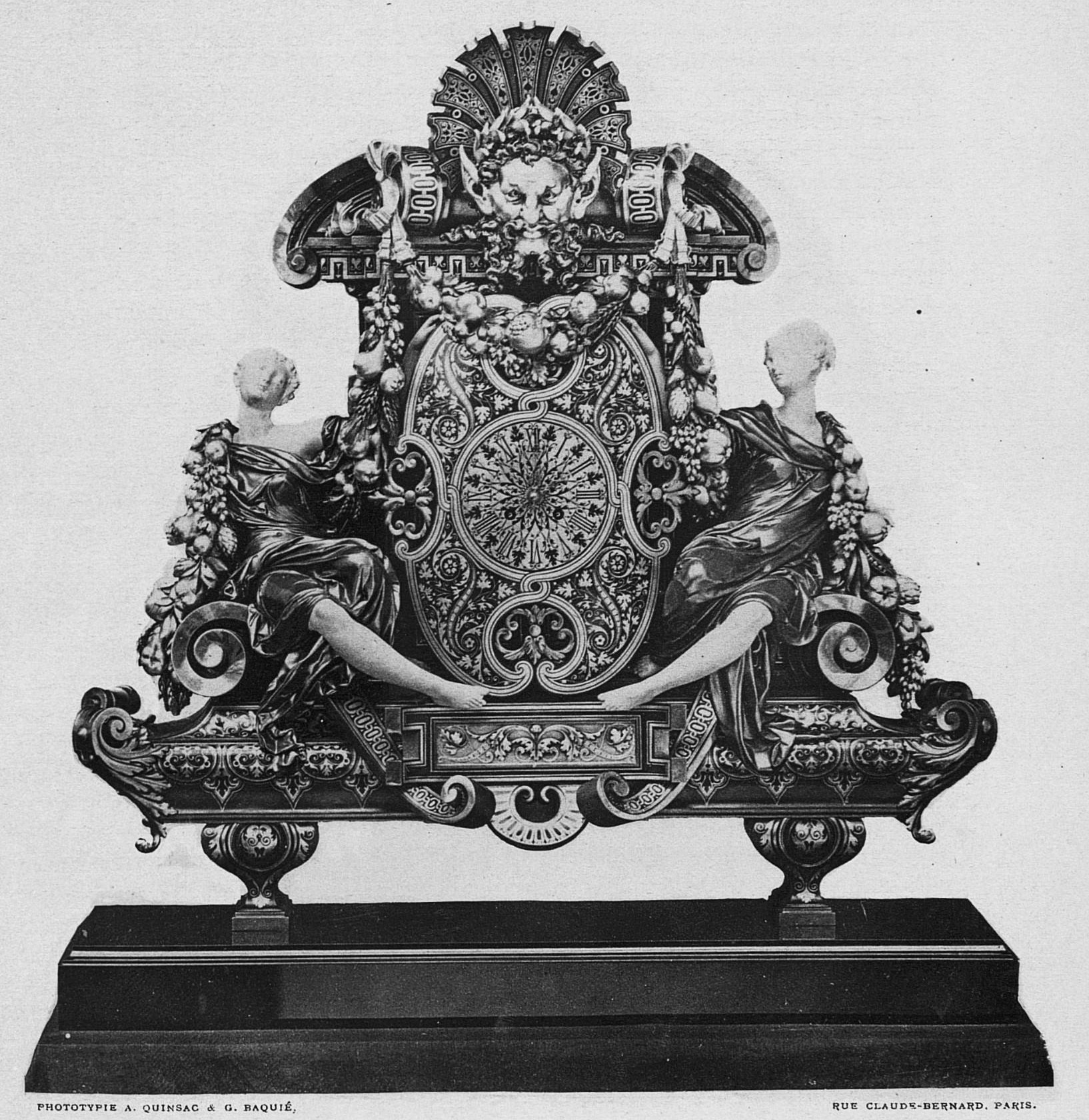
Pendule néo-Renaissance, argent, émail et ivoire, exécutée par la maison Barbedienne. Composition de Louis-Constant Sévin, figures d’Albert-Ernest Carrier-Belleuse.

Chez Chabrot, Constant Sévin fait la connaissance de deux autres artistes : Joyau et Eugène Phénix. Ensemble, ils décident rapidement de quitter Chabrot pour s’associer. Dans cette association à trois, Sévin occupe le poste de dessinateur et de compositeur de modèles. Ils réalisent alors de nombreux modèles pour d’importants fabricants de bronze parisiens, notamment Denière, Froment-Meurice et Graux-Marly , et acquiert une réputation dans l’industrie du bronze. En 1843, Constant Sévin se marie.
À la suite des incertitudes liées à la Révolution de 1848, Sévin choisit de quitter Paris pour s’installer à Londres . À cette époque, la perspective de l’Exposition universelle de 1851 offrait  de nombreuses opportunités aux artistes ornemanistes, alors très demandés en Angleterre. Les fabricants de meubles, de céramiques, d’orfèvrerie ou encore de bronzes installés à Londres, désireux d’obtenir de nouveaux modèles à présenter pour cet évènement, rémunéraient plus largement qu’en France. Sévin rejoint ainsi la communauté d’artistes français émigrés pour l’occasion, notamment Albert-Ernest Carrier-Belleuse, et y retrouve son ancien associé Joyau, installé en Angleterre depuis 1846.
À Londres, Sévin s’engage auprès d’un autre émigré français, le bijoutier et orfèvre Jean-Valentin Morel, pour le compte duquel il réalise de nombreux modèles. Morel disposait alors d’un important magasin sur New Burlington Street et, outre Sévin, réussit à obtenir la collaboration du futur ébéniste Henri-Auguste Fourdinois (1830-1907), alors ornemaniste, et du ciseleur Désiré Attarge, que Sévin devait retrouver quelques années plus tard chez Ferdinand Barbedienne. La collaboration entre Jean-Valentin Morel et Constant Sévin s’exprime tout d’abord dès 1849 à l’occasion de l’Exposition des produits de l'industrie française à Paris où l’orfèvre et l’ornemaniste présentent un grand surtout de table en argent massif, commandé par le prince Radziwiłł de Lituanie, figurant une scène de chasse. À l’Exposition universelle de 1855, l’une des pièces de Sévin et de Morel particulièrement remarquée par la critique fut une coupe commanditée par Henry Thomas Hope. Le corps de la coupe, exécuté en jaspe sanguin, était en forme de coquille de nautile. Le pied de la coupe, en or émaillé, représentait Andromède attachée à son rocher prête à être dévorée par un monstre marin, tandis que l’anse, également en or émaillée figurait Persée sur un cheval levant le bras pour frapper le monstre.

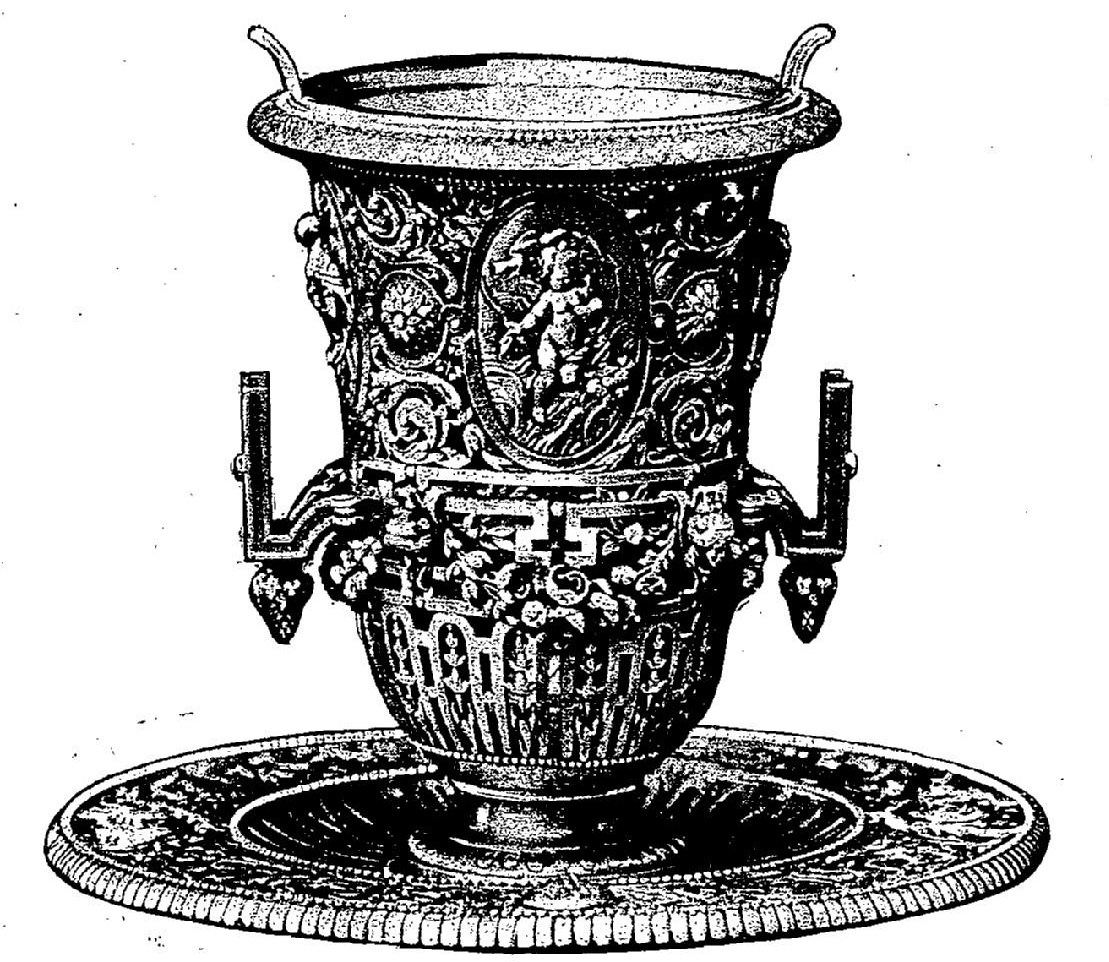
Porte-fleur néo-Louis XVI, bronze argenté et cristal, exécuté par la maison Barbedienne. Composition de Louis-Constant Sévin.

 La coupe Hope, considérée comme un chef-d'œuvre de l'art lapidaire du 19e siècle, a été achetée par le Musée d'Orsay chez Sotheby's en février 2024.

### Le retour en France (1850-1855)
En 1850, Constant Sévin rentre à Paris. Son collègue de chez Morel, Henri Auguste Fourdinois, le recommande auprès de son père, Alexandre Georges Fourdinois (1799-1871), ébéniste et fabricant de meubles, fondateur de la prestigieuse fabrique éponyme. Constant Sévin resta quelques mois de cette année 1850 auprès de l’ébéniste.
C’est alors qu’un ami de Constant, Léopold Dubois, fabricant de céramique à Limoges, fondateur avec Hippolyte Jouhanneaud de la fabrique Jouhanneaud-Dubois, lui propose de venir dans cette ville pour lui fournir des modèles. Le goût de l’ornemaniste pour la nouveauté que représentait cette expérience le poussa à accepter la proposition de Dubois. Sévin s’installe ainsi à Limoges avec sa famille et entreprend la composition de modèles de porcelaines, de vases et d’assiettes pour le compte de la fabrique Jouhanneaud-Dubois. Parmi les œuvres célèbres de cette collaboration, il faut citer une aiguière monumentale en porcelaine et une paire d’aiguières florentines en biscuit de porcelaine, aujourd’hui conservées à Limoges au musée national de la porcelaine Adrien Dubouché. À l’exposition universelle de 1855, la manufacture présenta des porcelaines créées par Sévin, décorées de figures sculptées dans les styles italianisants et allemands du XVIIe siècle. Passé l’attrait des premières années, l’ornemaniste, désireux d’obtenir une place de premier ordre dans l’industrie des arts décoratifs, ne perçoit plus d’avenir à Limoges et décide finalement de revenir à Paris.

### Le collaborateur de Ferdinand Barbedienne (1855-1888)

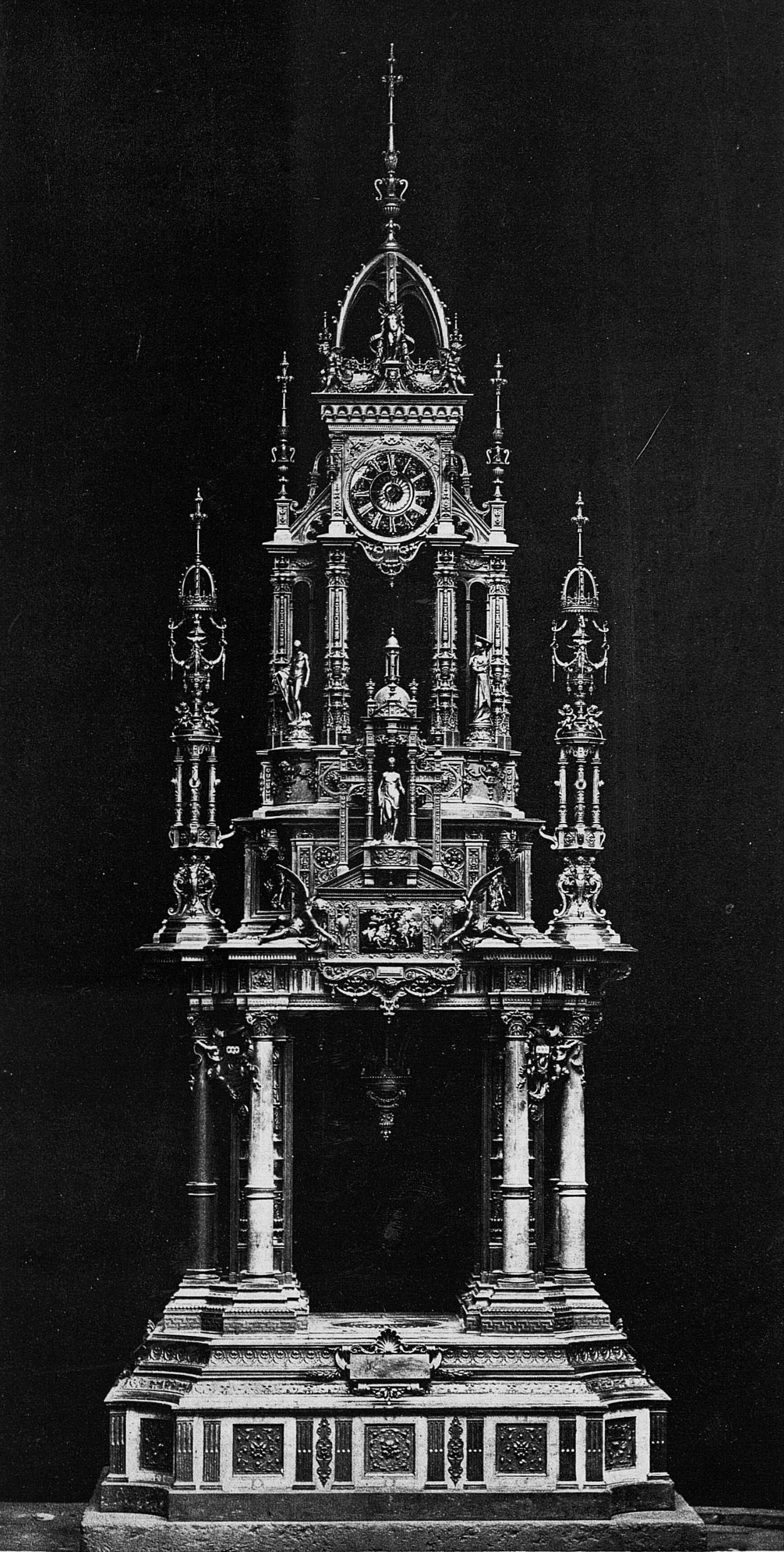
Grande horloge néo-Renaissance, bronze et émail, présentée par la maison Barbedienne à l’Exposition universelle de 1878.

La rencontre décisive entre Louis Constant Sévin et Ferdinand Barbedienne, qui débouchera sur une collaboration de plus de trente ans, a lieu en 1855. À cette date, le fabricant de bronze venait de perdre le chef de ses ornemanistes, Henri Cahieu, mort du choléra , et le remplace par Sévin. Dès lors, le destin de l’ornemaniste va être étroitement lié à la maison Barbedienne et le succès de cette dernière dans le domaine du bronze d’ameublement sera en grande partie dû à la qualité des modèles imaginés par Sévin.
Le fabricant de bronzes va s’efforcer de mettre à la disposition de Constant Sévin les moyens humains et matériels nécessaires à son épanouissement artistique. La fabrique de la rue de Lancry, véritable cité industrielle, se compose de plusieurs ateliers nécessaires aux différentes étapes de la chaîne de fabrication : un atelier de dessin pour la composition des modèles, un atelier de sculpture pour l’exécution du chef-modèle en plâtre, une fonderie de bronze, d’argent et d’or, un atelier de monture pour l’assemblage des pièces et un atelier de ciselure pour les finitions du bronze, auxquels viennent s’ajouter les ateliers de galvanoplastie, de marbrerie, d’ébénisterie ou encore l’atelier des émaux cloisonnés. Constant Sévin, en tant que chef décorateur, supervise l’ensemble de la chaîne de production après avoir imaginé les modèles. Il collabore avec des ouvriers de qualité soigneusement recrutés par Ferdinand Barbedienne tels que le ciseleur Désiré Attarge, ou bien des sculpteurs de renom tels que Carrier-Belleuse pour l’exécution des figures relevant de la statuaire. Sévin jouit d’une assez grande liberté dans la conception de ses modèles et Barbedienne mets à sa disposition les matières premières les plus onéreuses (onyx, marbres ou essences de bois précieux) nécessaires à leur exécution. Après l’avoir engagé aux appointements mensuels de 600 francs, Barbedienne augmente progressivement le salaire de Sévin jusqu’à l’associer finalement à ses bénéfices.
La collaboration entre Barbedienne et Sévin s’exprime de manière éclatante lors des diverses expositions universelles qui se succèdent de 1862 à 1878. En 1862, la maison Barbedienne continue de présenter des objets en émaux cloisonnés qui avaient fait son succès en 1851 et 1855. Lors de l’Exposition universelle de 1867, Ferdinand Barbedienne, alors désigné rapporteur du jury international, rend hommage aux qualités artistiques de Constant Sévin dans son rapport consacré à la section des bronzes : « On peut dire de M. Constant Sévin, sculpteur ornemaniste, que l’histoire future du travail mentionnera ses compositions. L’art grec est la base de ses croyances et la règle première de ses études ; et, lorsqu’il se laisse aller à d’autres inspirations, soit dans le genre Renaissance, soit dans le genre Louis XVI, son style reste sobre et pur. La connaissance de toutes les ornementations antiques et modernes est profonde. Il a pu mener à bonne fin des compositions chinoises, hindoues, persanes, byzantines, mauresques, gothiques, au point que des connaisseurs se méprennent sur leur origine ; c’est de plus l’un des rares artistes qui se préoccupent des qualités décoratives propres et particulières à chacune des matières qu’il met en œuvre. »
L’ornemaniste reçoit à cette occasion une médaille d’or en tant que collaborateur avant d’être décoré chevalier de la Légion d’honneur.

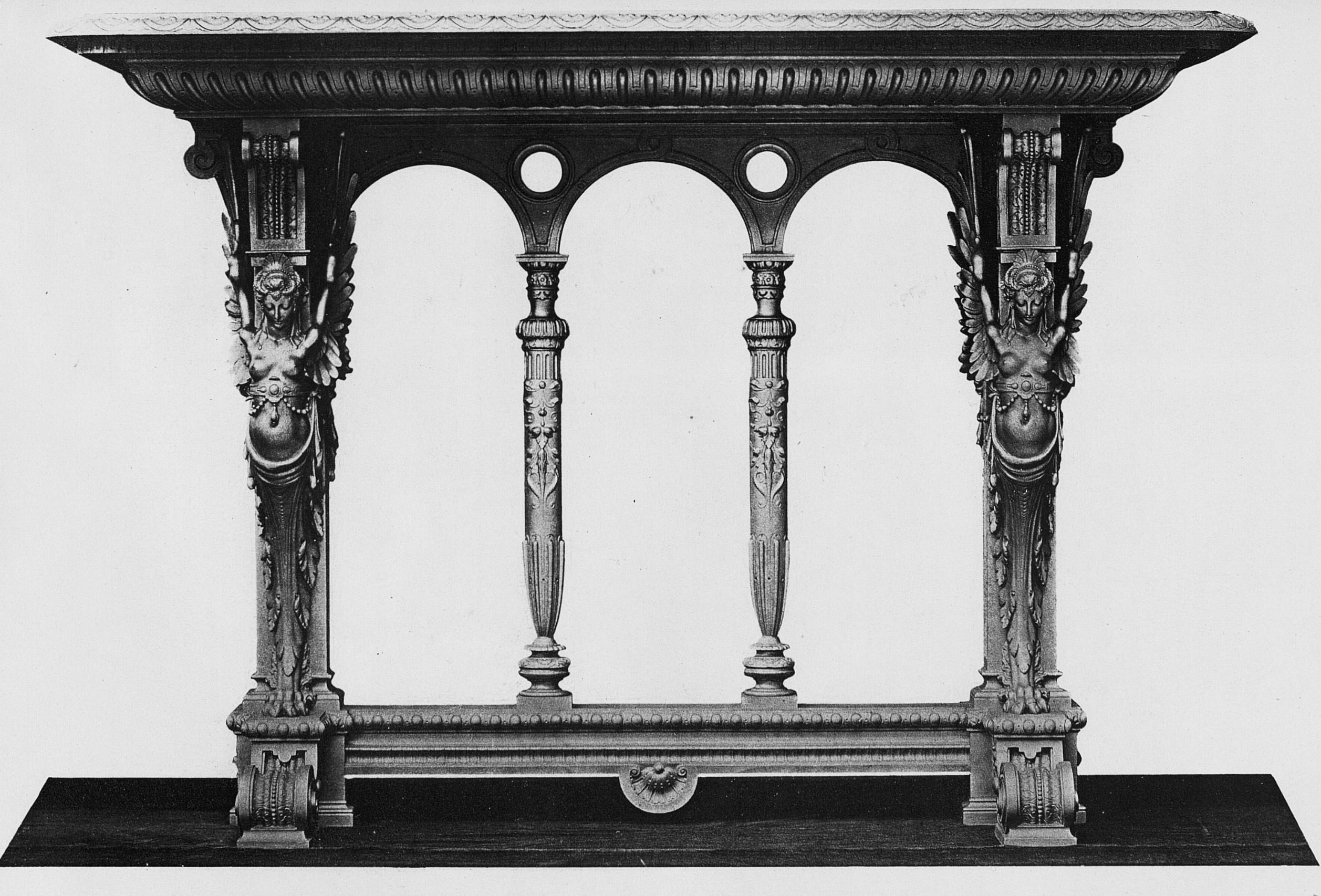
Table en bronze doré exécutée par la maison Barbedienne, composée par Constant Sévin.

En vue de l’Exposition universelle de 1878, Sévin compose pour Barbedienne l’un de ses plus grands chefs-d’œuvre : une grande horloge en bronze en forme d’édicule de style néo-Renaissance, mesurant près de quatre mètres de hauteur. À cette occasion, la maison Barbedienne obtient un grand prix du jury, tandis que Constant Sévin reçoit un rappel de médaille d’or en tant que collaborateur du fabricant de bronzes. À la suite de cette exposition, Ferdinand Barbedienne, est promu au grade de commandeur de la Légion d’honneur et fait pression auprès du ministère de l’Agriculture et du Commerce pour que son précieux collaborateur soit promu au grade d'officier,
À la fin des années 1880, Constant Sévin estimait avoir réalisé chez Barbedienne plus de deux mille modèles. Parmi les réalisations majeures de cette association, il faut citer les bronzes du tombeau du prince Albert à Frogmore commandés par la reine Victoria, les candélabres du Kremlin de Moscou, les portes du tombeau de Nicolas Ier à Odessa, ou encore les bronzes de l’hôtel de la Païva à Paris.
Louis-Constant Sévin meurt à son domicile de Neuilly-sur-Seine le 5 novembre 1888. Il est inhumé à Paris au cimetière du Père-Lachaise (85e division). La maison Barbedienne présentera à nouveau un grand nombre de ses compositions lors de l’Exposition universelle de 1889 dont la grande horloge néo-Renaissance de 1878.

## Œuvres dans les collections publiques
Aux États-Unis

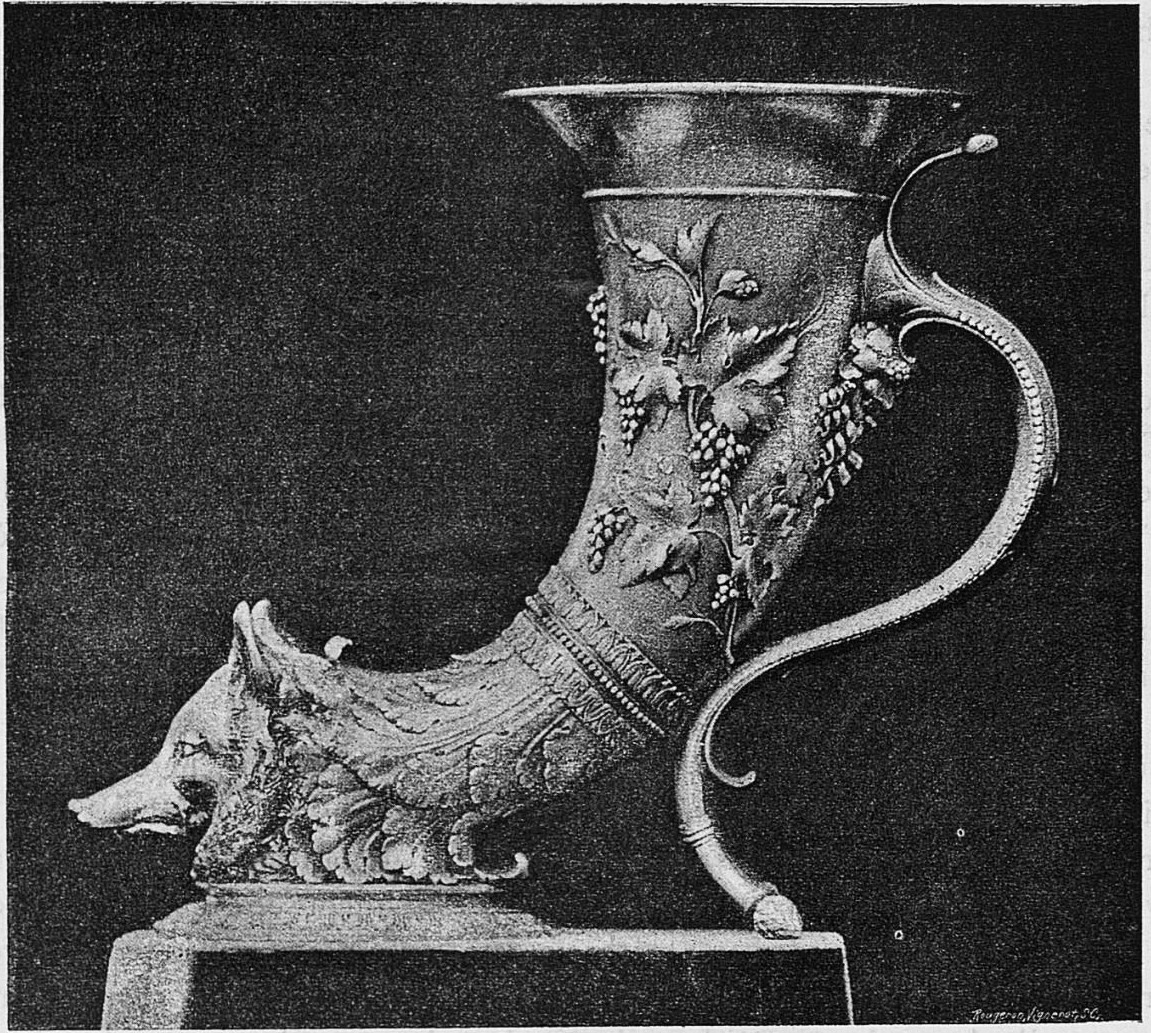
Rhyton à tête de renard (vers 1862), argent, exécuté par la maison Barbedienne, modèle composé par Louis-Constant Sévin.

- Cleveland, Cleveland Museum of Art : Vase, 1862, bronze doré et émail champlevé, exécutée par la maison Barbedienne[12].
- New York, Metropolitan Museum of Art : Aiguière, 1875, bronze argenté, exécutée par la maison Barbedienne, ciselure de Désiré Attarge[13].
- Pittsburgh, Carnegie Museum of Art : Coupe, vers 1870, bronze doré et émail champlevé, exécutée par la maison Barbedienne[14].

En France
- Limoges, musée national de la porcelaine Adrien Dubouché : Aiguière monumentale, vers 1855, porcelaine, exécuté par la maison Jouhanneaud et Dubois.
- Paris, musée d’Orsay :
  - Buire, 1855, biscuit de porcelaine, exécuté par la maison Jouhanneaud et Dubois, figures d’Alexandre Schoenewerk[15] ;
  - Rhyton à tête de renard, vers 1862, argent, exécuté par la maison Barbedienne, ciselure de Désiré Attarge[15] ;
  - Coupe d’ornement, vers 1862, marbre-onyx et bronze doré, exécuté par la maison Barbedienne[15] ;
  - Paire de vases d’ornement, 1862, bronze doré et émail champlevé, exécuté par la maison Barbedienne[15] ;
  - Coupe, entre 1862 et 1867, bronze doré, exécuté par la maison Barbedienne[15] ;
  - Coupe, 1866, bronze et cuivre galvanique argentés, exécuté par la maison Barbedienne, ciselure de Désiré Attarge[15] ;
  - Miroir d’ornement, 1867, bronze argenté, bronze doré, émail peint sur cuivre et verre, exécuté par la maison Barbedienne, ciselure de Désiré Attarge, émaux d’Alfred Gobert[15] ;
  - Paire de flambeaux, 1868, argent repoussé et ciselé, exécutée par la maison Barbedienne, ciselure de Désiré Attarge[15] ;
  - Aiguière, 1873, argent et vermeil ciselés, exécutée par la maison Barbedienne, ciselure de Désiré Attarge[15] ;
  - Miroir monumental, 1878, bronze doré, ciselé et ajouré, exécuté par la maison Barbedienne, figures d’Albert-Ernest Carrier-Belleuse[15].

Au Royaume-Uni
- Londres, Victoria and Albert Museum : Vase, 1870, bronze doré et émail, exécutée par la maison Barbedienne, ciselure de Désiré Attarge[16].

## Récompenses et décorations
- Médaille de collaborateur à l’Exposition universelle de 1862.
- Médaille de seconde classe à l’Exposition de L’Union centrale des beaux-arts appliqués à l’industrie de 1863.
- Médaille d’or de collaborateur à l’Exposition universelle de 1867.
- Médaille d’or de collaborateur à l’Exposition universelle de 1878 (rappel).
- Chevalier de la Légion d’honneur en 1867.
- Officier de la Légion d’honneur en 1878.

## Galerie

Modèles créés par Louis-Constant Sévin
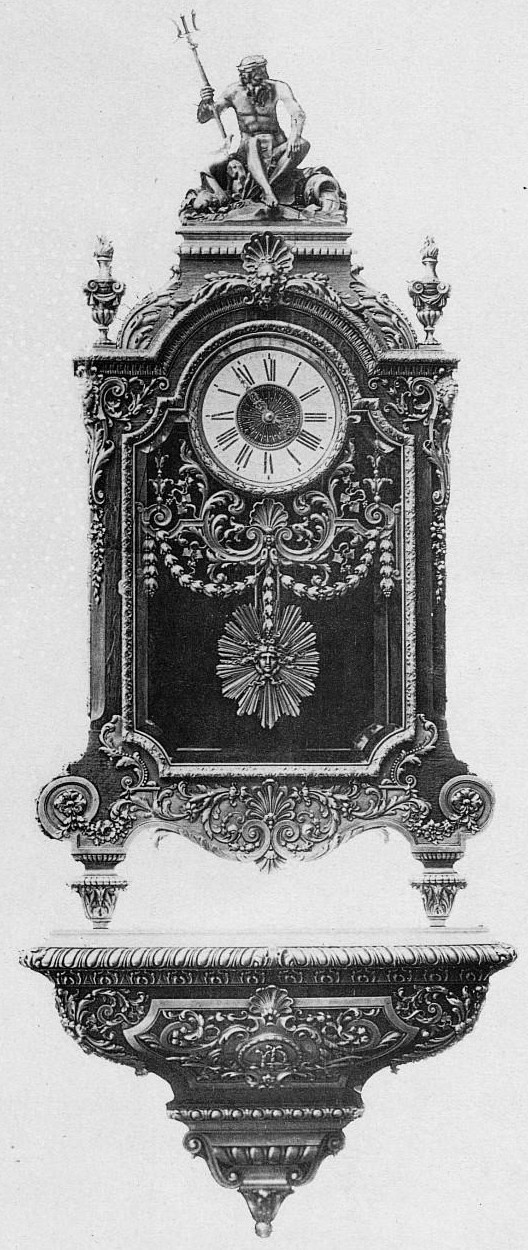
Pendule en bois de chêne orné de bronze doré, exécutée par la maison Barbedienne (Exposition universelle de 1889).
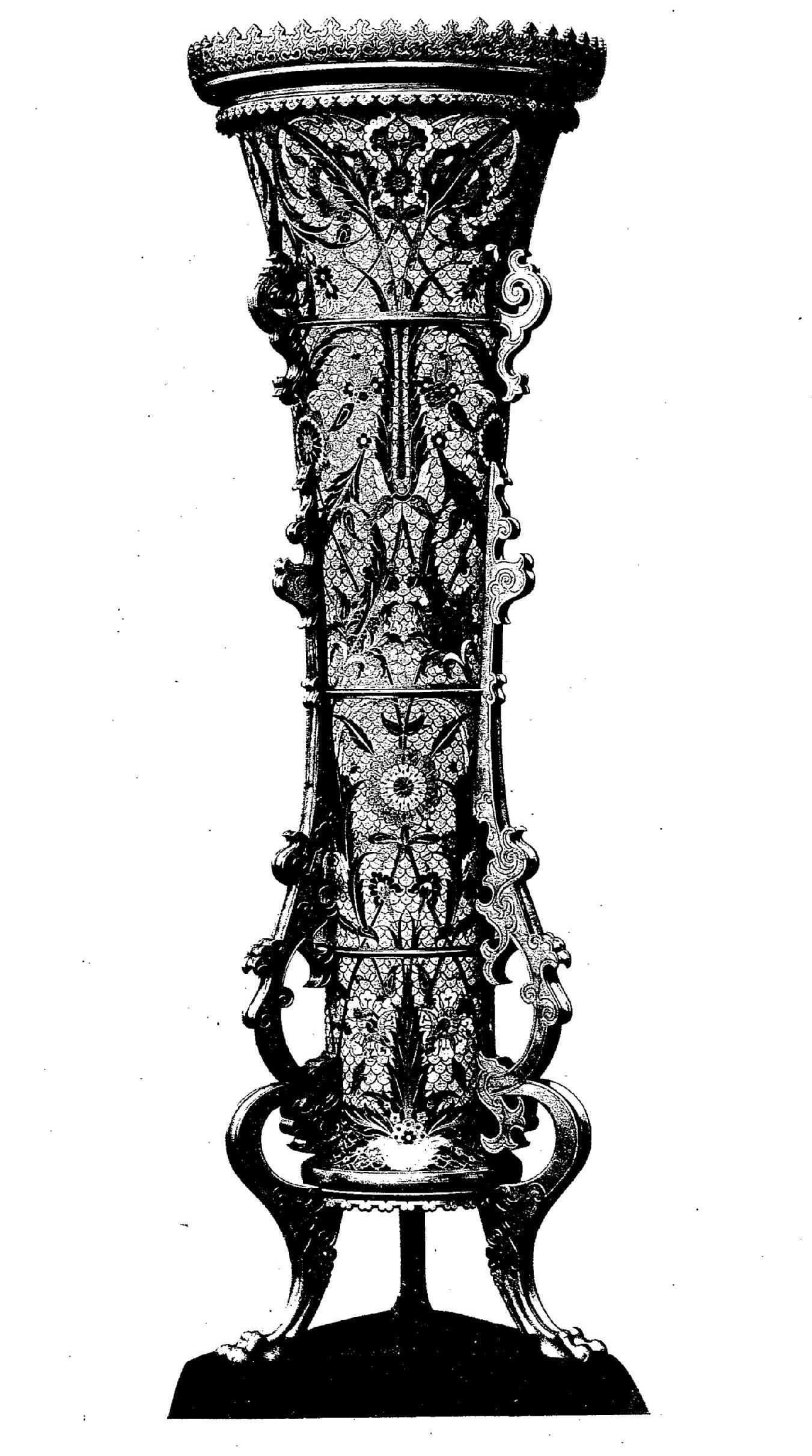
Grand vase en émail cloisonné et champlevé, exécuté par la maison Barbedienne.
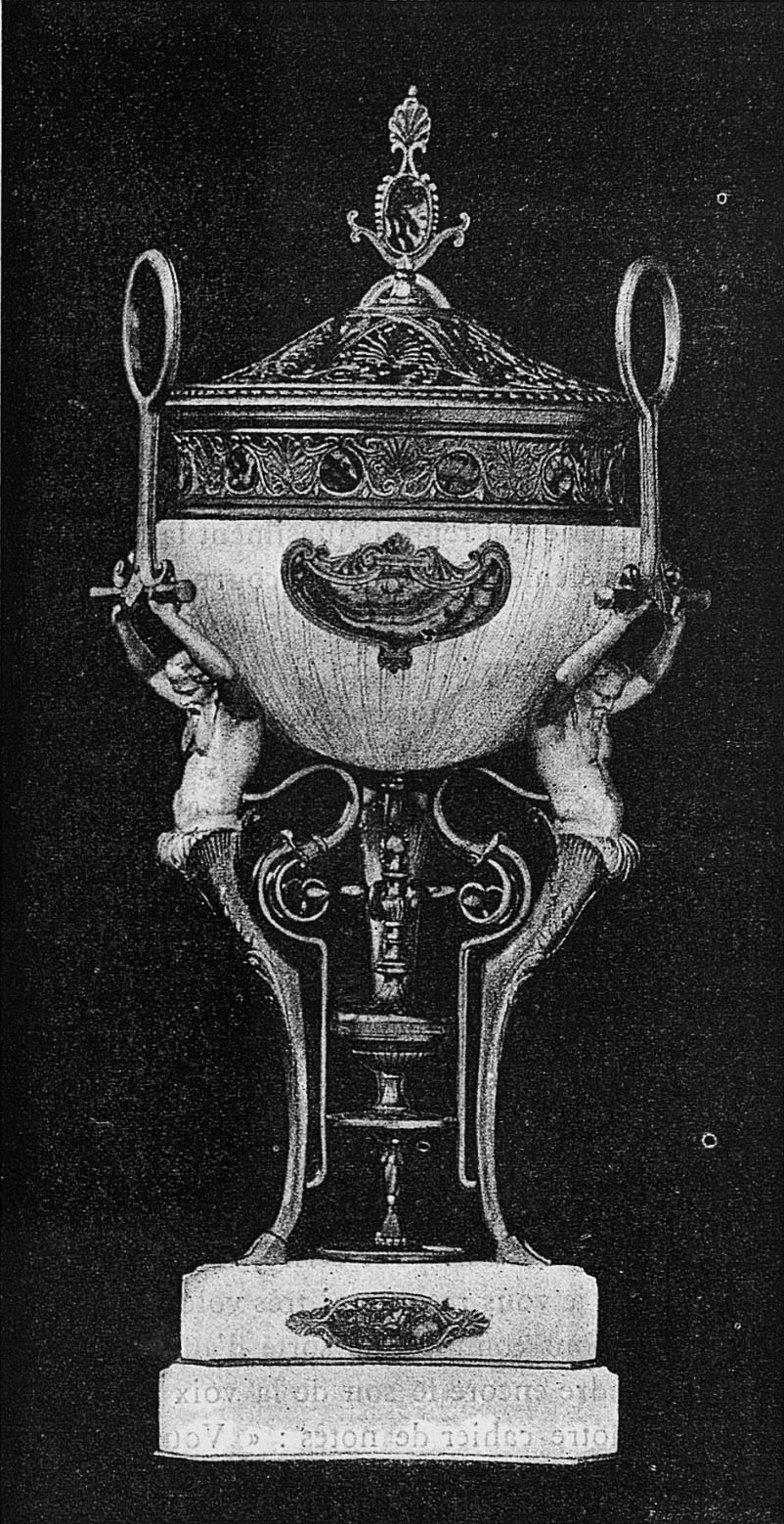
Brûle-parfum en marbre blanc, bronze doré et malachite, exécuté par la maison Barbedienne.
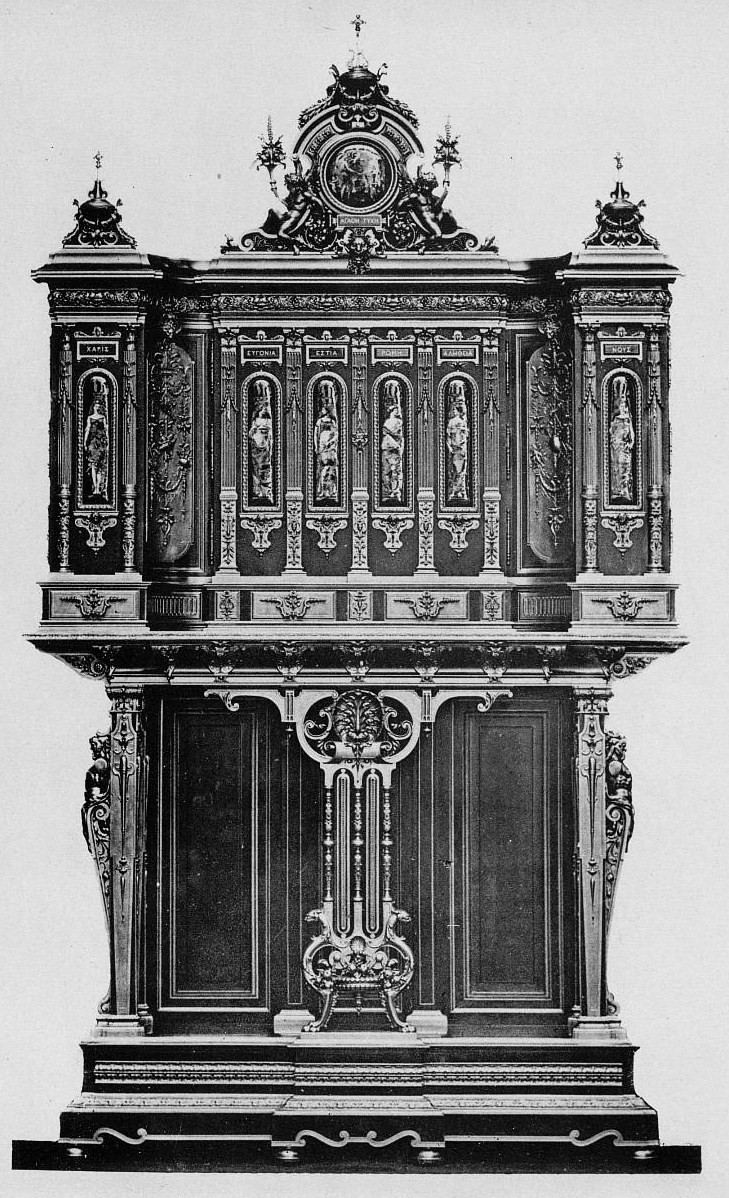
Cabinet en ébène orné de bronze, émaux d’Alfred Serre, exécuté par la maison Barbedienne (Exposition universelle de 1889).
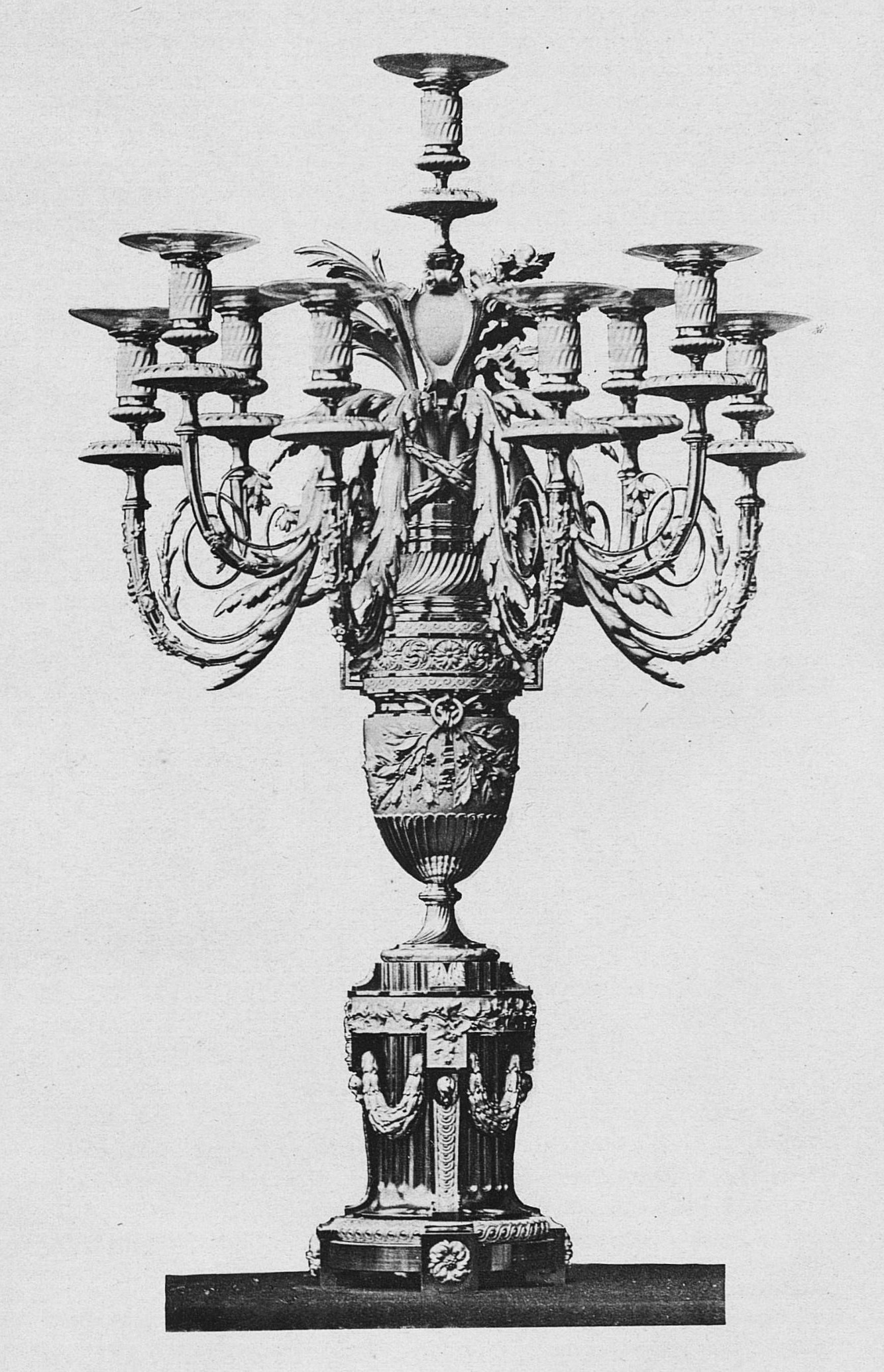
Candélabre néo-Louis XVI en bronze doré et marbre, exécuté par la maison Barbedienne pour le cabinet de Napoléon III.
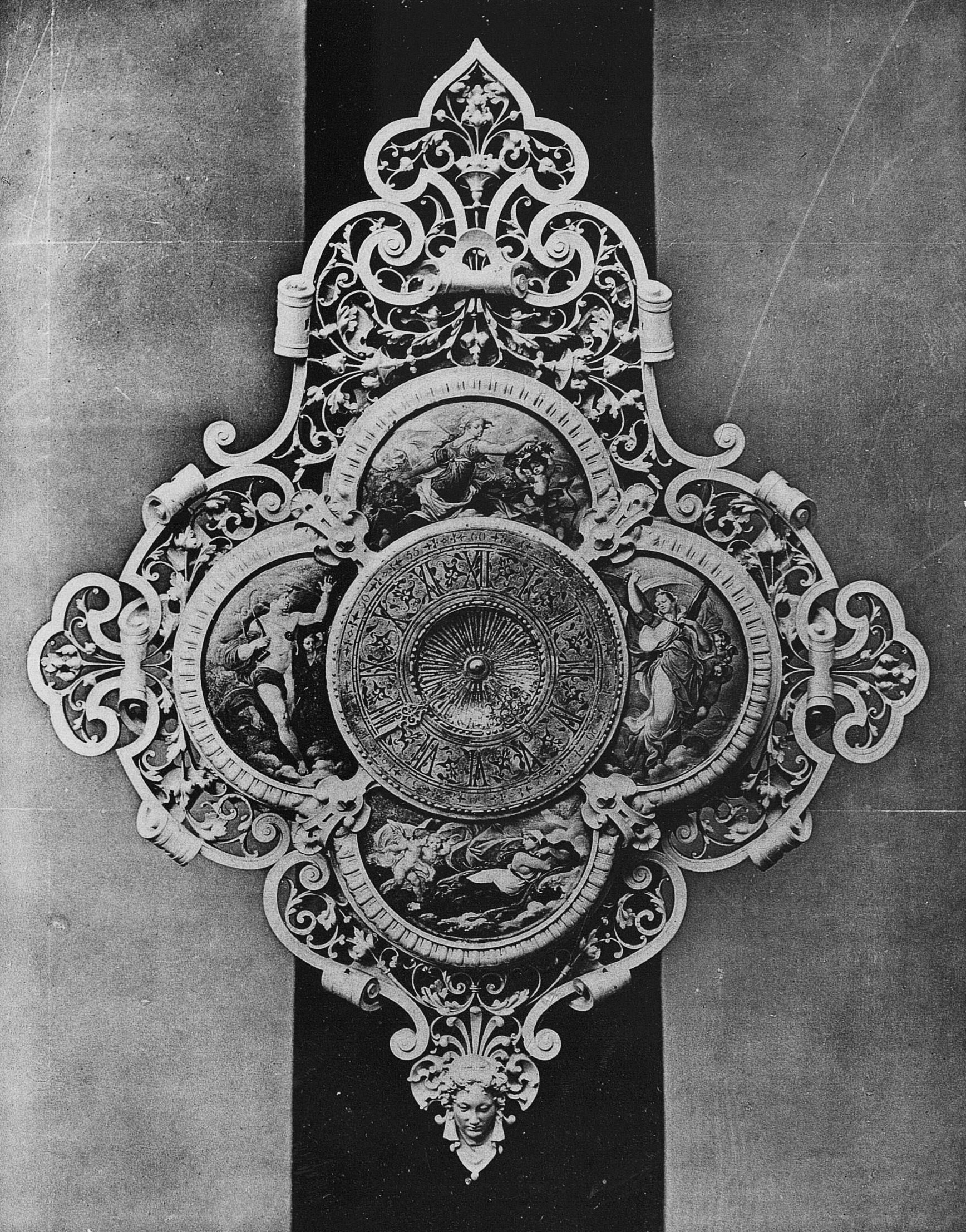
Cartel néo-Renaissance, bronze argenté et doré, émaux d’Alfred Serre, exécuté par la maison Barbedienne.
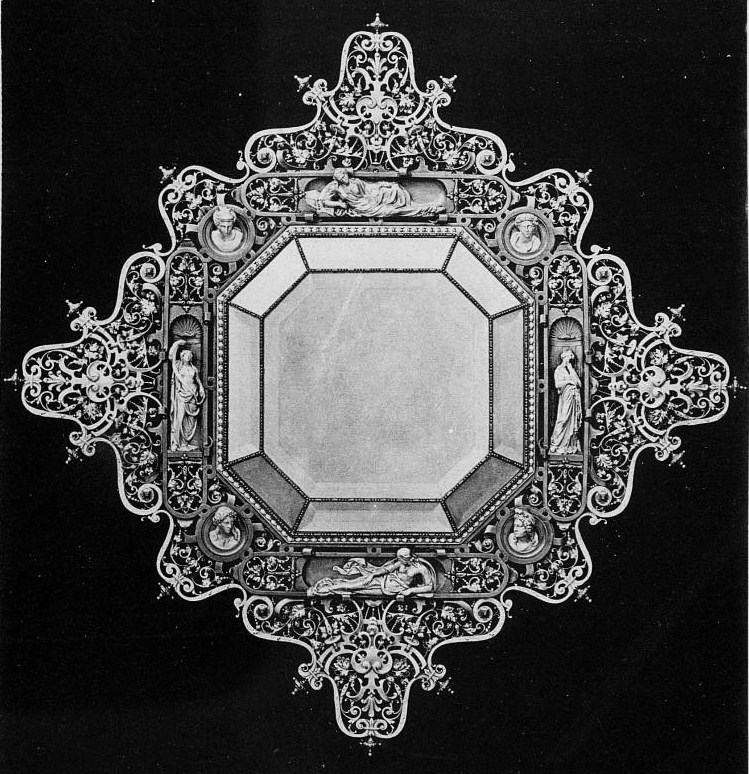
Cadre de miroir en bronze doré et ajouré, figures inspirées des portes du baptistère de Florence, exécuté par la maison Barbedienne (Exposition universelle de 1889).

### Iconographie
- Tony Noël, Louis-Constant Sévin, buste en bronze ornant la tombe de Louis-Constant Sévin, Paris, cimetière du Père-Lachaise.